# محمد بن علی مازنی
محمد بن علی مازنی الدَهّان (؟-۱۳۲۱) (نسب: محمد بن علی بن عمر مازنی الدهّان دمشقی) هنرمند کاشی‌کار، موسیقی‌دان، آهنگساز، ادیب و شاعر شامی  بود.